# Rut (Slowenien)

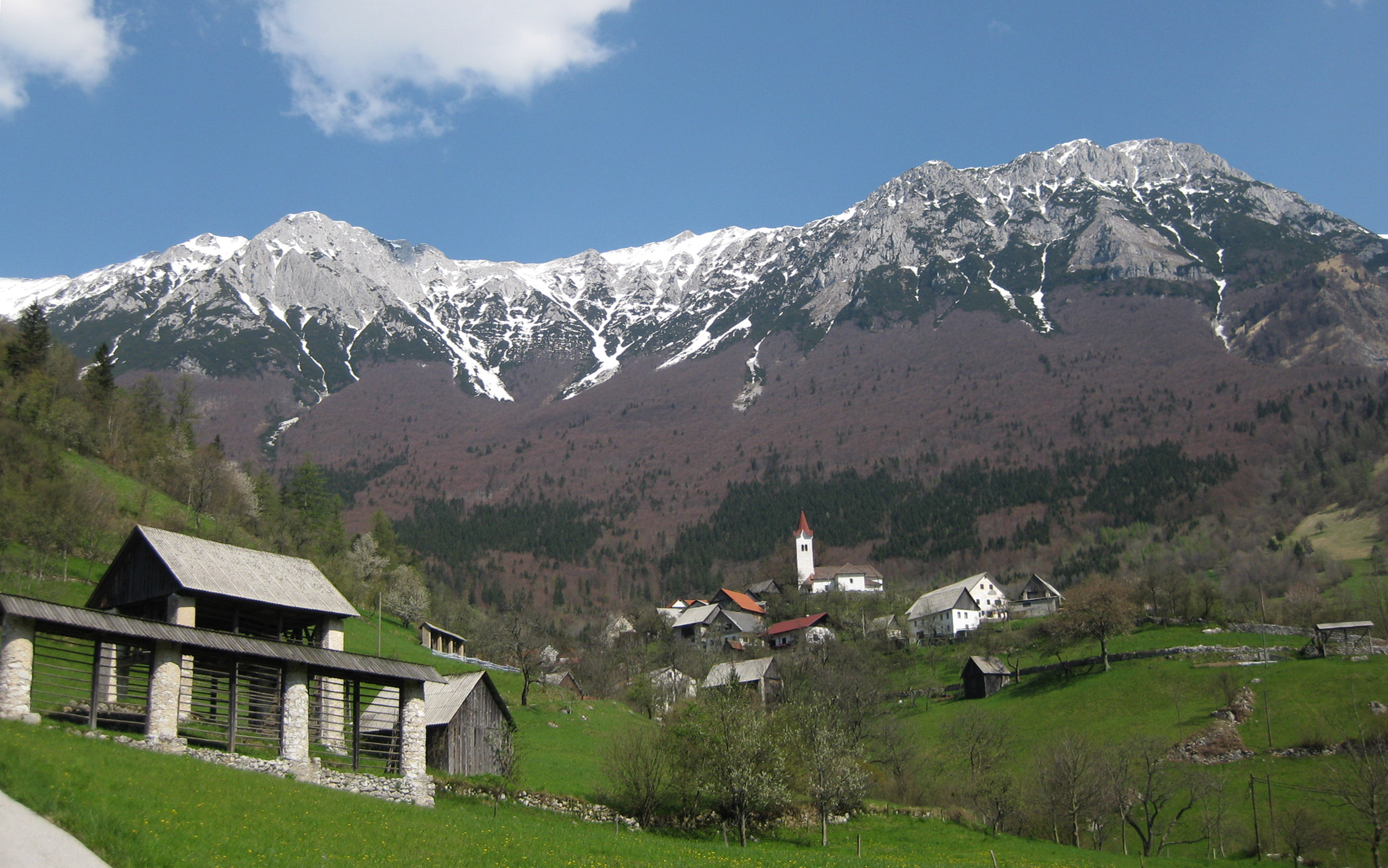
Blick vom Tal auf den Ort

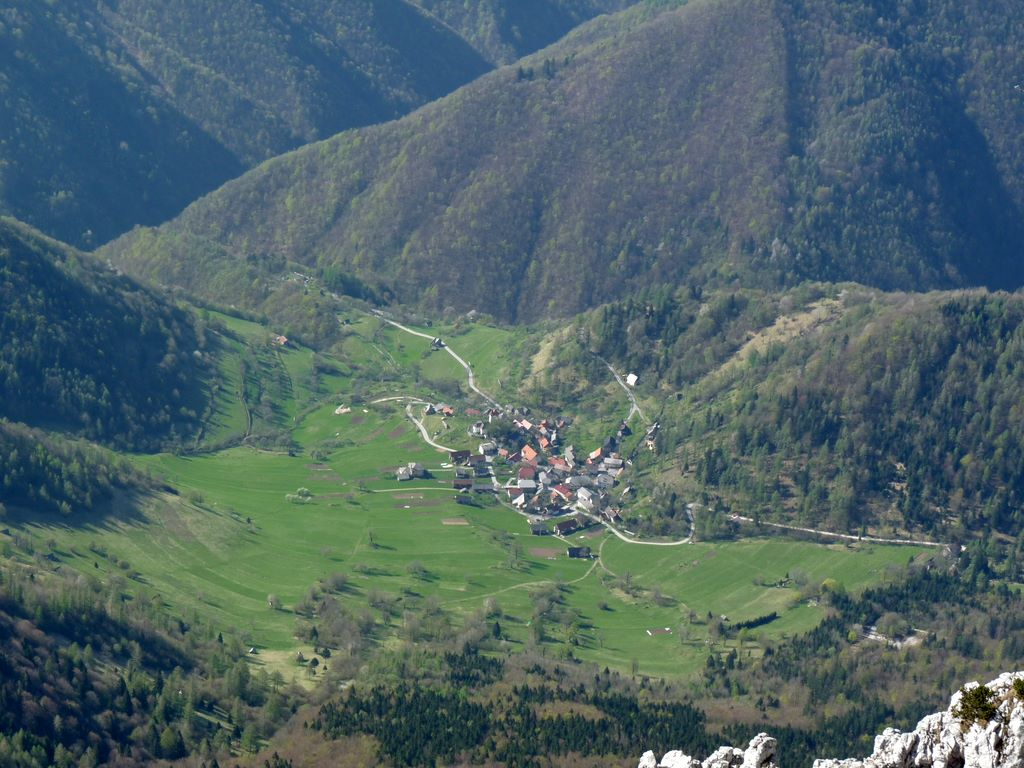
Rut vom Matajurski Vrh aus

Rut (früher Nemški Rut, deutsch Deutschrut) ist ein zur Gemeinde Tolmin gehörendes Dorf in Slowenien. Es liegt im Randbereich des Triglav-Nationalparks im Tal der Bača (dt.: Fetsche), der Baška grapa.
Rut ist wie die folgenden Nachbardörfer:
- Grant (dt.: Deutschgrund),
- Podbrdo (dt.: Deutscherberg am Mühlbach),
- Trtnik (dt.: Trettenich, auch Deutsch Trettenich genannt),
- Znojile (dt.: Windfall,[1] auch Deutsch Winkenberg genannt),
- Kuk (dt.: Sonneck,[1] auch Deutsch Siebeneck genannt),
- Stržišče (dt.: Wartenberg),
- Bača pri Podbrdu, (dt.: Fetschendorf),
- Petrovo Brdo (dt.: Petersberg),
- Porezen (dt.: Pursen),
- Obloke (dt.: Mühlenklamm im Gereuth),
- Hudajužna (dt.: Honsdorf),
- Kal (dt.: Kaal)
- Koritnica (Goritnich)

im 13. Jahrhundert durch die Ansiedlung von Einwanderern aus Tirol entstanden. Die Ansiedler stammten aus dem Raum um Innichen im Hochpustertal. Das Hochpustertal war im Mittelalter im Besitz des Hochstifts Freising, welches auch die Nachbargebiete in der Oberkrain um Bischofslack besaß. Das Dorf Deutschruth war Teil der ehemaligen deutschen Sprachinsel Zarz (slowenisch: Sorica). Im Jahre 1880 wurde der deutsche Schulunterricht im Ort abgeschafft, da aus Sicht der österreichischen Schulinspektion zu wenige Schüler noch Deutsch als Muttersprache verwendeten. Noch heute zeugen Namen (Familiennamen, Gemarkungsbezeichnungen etc.) in der Gegend von dieser Geschichte.
Von kunsthistorischer Bedeutung in Rut ist die gotische Kirche St. Lambert, insbesondere wegen ihrer Fresken.